# ماریو د بنیتو
ماریو دِ بنیتو (اسپانیایی: Mario de Benito‎؛ زادهٔ ۲۵ سپتامبر ۱۹۵۸) آهنگساز اهل اسپانیا است. وی دانش آموختهٔ هنرستان عالی سلطنتی موسیقی مادرید است و از شاگردان «اوراستیو ایکاستو» است.
از فیلم‌ها یا مجموعه‌های تلویزیونی که وی در آن‌ها نقش داشته‌است، می‌توان به نابکاران آسوده نخواهند ماند، بسته از هر سو و جادوگران اشاره نمود.